# Qalutaassuaq

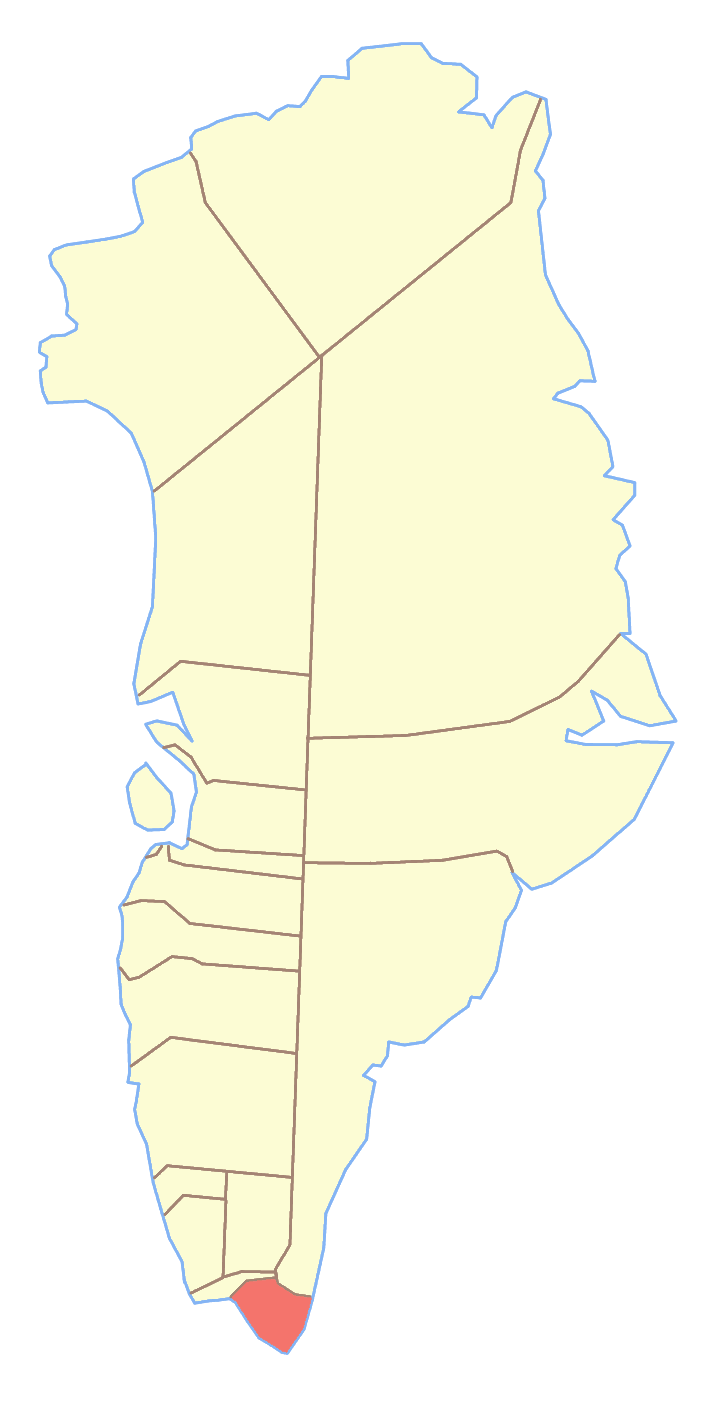
Ex comune di Nanortalik, dove si trovava il Qalutaassuaq

Il Qalutaassuaq è una montagna della Groenlandia di 1665 m. Si trova a 60°12'N 44°31'O; appartiene al comune di Kujalleq.